# Elk Rapids
Elk Rapids est un village du comté d'Antrim, dans l'État du Michigan, aux États-Unis.
Sa population était de 1 642 habitants au recensement de 2010.